# Wir sind Europa! Manifest zur Neugründung der EU von unten
Unter dem Motto „Wir sind Europa! Manifest zur Neugründung der EU von unten“ riefen der Soziologe Ulrich Beck und der Europaabgeordnete Daniel Cohn-Bendit im Jahr 2012 zur Schaffung eines Freiwilligen Europäischen Jahres auf.

## Zielsetzungen
Die Aufforderung zur Beteiligung richtet sich altersunabhängig an alle Bürger in allen Ausbildungs- und Berufsfeldern. Besonders hingewiesen wird aber in dem Manifest auf Sinn und Notwendigkeit eines solchen Angebots für die jungen Menschen, da gegenwärtig jeder vierte Europäer unter 25 Jahren arbeitslos sei. Daraus erwachse die Forderung nach sozialer Gerechtigkeit und „die Wut über eine Politik, die mit riesigen Summen Banken rettet, aber die Zukunft der Jugend verspielt.“
Europäische Kommission, Europäisches Parlament, nationale Regierungen und Parlamente werden aufgefordert, „ein Europa der tätigen Bürger zu schaffen“ und die finanziellen und rechtlichen Bedingungen für ein „Freiwilliges Europäisches Jahr“ herzustellen (vgl. Freiwilliges Soziales Jahr). Die europäische Wirtschaft wird aufgerufen, ihren Beitrag dazu zu leisten. Zu dem bisher „vorherrschenden Europa der Eliten und Technokraten“ müsse ein Gegenmodell geschaffen werden. „Es geht darum, die nationalen Demokratien europäisch zu demokratisieren und auf diese Weise Europa neu zu begründen.“
Bei der Ausgestaltung des „Freiwilligen Europäischen Jahres“ ist daran gedacht, dass Bürger in anderen als ihren Heimatländern transnational in Problemfeldern wie Klimawandel, Umweltzerstörung, Flüchtlingsströme, Rassismus und Rechtsradikalismus aktiv werden, für die der einzelne Nationalstaat keine Lösung mehr bietet. Dabei sollen auch Kunst-, Literatur- und Theaterhäuser als „Bühne für Europa“ zur Verfügung stehen. Das Manifest schließt mit der Aussage: „Es gibt keinen besseren Weg als das tätige Miteinander der Bürger, um Europa mit Leben und Lachen zu erfüllen.“
Das Manifest wurde bisher in 15 europäischen Ländern veröffentlicht. Es wurden Gespräche mit Kommissionspräsident José Manuel Barroso und seiner Bildungskommissarin Androulla Vassiliou zur Einführung eines „Freiwilligen Europäischen Jahres für ALLE“ aufgenommen.

## Unterzeichner
Das Manifest kann von allen Unterstützern der Initiative unterzeichnet werden, auch online. Als „erstaunliche Koalition“ wird das Personenspektrum der Erstunterzeichner dieses Manifests im Begleitkommentar der ZEIT vom 3. Mai 2012 bezeichnet, die den Aufruf im Wortlaut abgedruckt hat. Zu diesen Erstunterzeichnern gehören unter anderen Politiker wie Jacques Delors, Joschka Fischer, Helmut Schmidt, Javier Solana, Klaus Töpfer und Richard von Weizsäcker sowie Schriftsteller und Publizisten wie Alfred Grosser, Jürgen Habermas, Navid Kermani, Imre Kertész, Herta Müller und Klaus Wagenbach.